# Chinnampalayam
Chinnampalayam  es una ciudad censal situada en el distrito de Coimbatore en el estado de Tamil Nadu (India). Su población es de 8695 habitantes (2011). Se encuentra a 45 km de Coimbatore.

## Demografía
Según el censo de 2011 la población de Chinnampalayam  era de 8695 habitantes, de los cuales 4289 eran hombres y 4406 eran mujeres. Chinnampalayam tiene una tasa media de alfabetización del 91,99%, superior a la media estatal del 80,09%: la alfabetización masculina es del 96,05%, y la alfabetización femenina del 88,04%.